# Hiéroglyphe égyptien A44
Le hiéroglyphe égyptien A44 (pharaon assis portant la couronne hedjet et le flagellum), est classifié dans la section A « L'Homme et ses occupations » de la liste de Gardiner ; il y est noté A44.

## Représentation
Il représente un pharaon assis, portant la couronne blanche de Haute-Égypte hḏt (hiéroglyphe S1) et tenant le flagellum nḫḫ (hiéroglyphe S45). Il est translittéré nsw<nj-swt.

## Utilisation
| A43 |

| A43 |

(Pharaon assis portant la couronne hedjet), il a donc les mêmes usages.
| sw | t · n | A44 |

| sw | t · n | A44 |

« roi de Haute-Égypte, roi ».
C'est un déterminatif des termes désignant Pharaon.